# Twierdzenie Vitalego o zbieżności
Twierdzenie Vitalego o zbieżności – twierdzenie teorii miary oraz analizy matematycznej stwierdzające możliwość dokonania przejścia granicznego pod znakiem całki. Jest uogólnieniem dobrze znanego twierdzenia Lebesgue’a o zbieżności ograniczonej. Założenia twierdzenia są wyrażone z użyciem teorii miary oraz pojęcia jednakowej całkowalności ciągu funkcyjnego.

## Twierdzenie
Niech {\displaystyle (X,{\mathfrak {m}},\mu )} będzie przestrzenią z miarą. Przypuśćmy, że {\displaystyle (f_{n})_{n}\subset L^{p}(X,{\mathfrak {m}},\mu )} będzie ciągiem funkcyjnym w przestrzeni Lebesgue’a {\displaystyle L^{p}(X,{\mathfrak {m}},\mu )} oraz niech {\displaystyle f\in L^{p}(X,{\mathfrak {m}},\mu ),} gdzie {\displaystyle 1\leqslant p<+\infty .} Wówczas {\displaystyle f_{n}\to f} według {\displaystyle p}-tej średniej (tj. w {\displaystyle L^{p}(X,{\mathfrak {m}},\mu )}) wtedy i tylko wtedy, gdy
- (i) {\displaystyle f_{n}} zbiega według miary do {\displaystyle f;}
- (ii) rodzina funkcji {\displaystyle \{|f_{n}|^{p}\}} jest jednakowo całkowalna,
tzn. dla dowolnej liczby {\displaystyle \varepsilon >0} istnieje taka {\displaystyle \delta >0,} że dla wszystkich zbiorów mierzalnych {\displaystyle E\subseteq X} takich, że {\displaystyle \mu (E)<\delta } zachodzi {\displaystyle \int _{E}|f_{n}(x)|^{p}\,d\mu (x)<\varepsilon } dla wszystkich {\displaystyle n;}
- (iii) rodzina funkcji {\displaystyle \{|f_{n}|^{p}\}} jest ciasna,
tzn. dla dowolnej liczby {\displaystyle \varepsilon >0} istnieje zbiór mierzalny {\displaystyle E\subseteq X} taki, że {\displaystyle \mu (E)<+\infty } oraz {\displaystyle \int _{X\setminus E}|f_{n}(x)|^{p}\,d\mu (x)<\varepsilon } dla wszystkich {\displaystyle n.}

Uwaga. Jeśli miara jest skończona {\displaystyle (\mu (X)<+\infty ),} to warunek (iii) wynika z (i) oraz (ii).
Uwaga. Jeśli istnieje taka funkcja {\displaystyle g\in L^{p}(X,{\mathfrak {m}},\mu ),} że {\displaystyle |f_{n}|\leqslant g,} to rodzina {\displaystyle \{|f_{n}|^{p}\}} jest jednakowo całkowalna i ciasna.
Uwaga. Zamiast (i) można zakładać, że {\displaystyle f_{n}} zbiega punktowo do {\displaystyle f.}